# Hidaka (Hokkaidō)
Hidaka (日高町?) è una cittadina giapponese della prefettura di Hokkaidō.